# Stanisław Wójcik (piłkarz)
Stanisław Wójcik (ur. 2 maja 1904 w Krakowie, zm. 2 lipca 1981 tamże) – polski piłkarz występujący na pozycji napastnika, reprezentant Polski.

## Kariera
Był wychowankiem Orkanu Dębniki, następnie grał w Sparcie Kraków. W kadrze wystąpił jako piłkarz Cracovii, gdzie grał przez szereg sezonów, choć krótko występował również w Wiśle Kraków, co przyniosło mu tytuł mistrza Polski w sezonie 1927. W reprezentacji zagrał raz, 19 czerwca 1927, kiedy to Polska zremisowała z Rumunią 3:3 w towarzyskim meczu w Bukareszcie, a on zdobył jedną z bramek.
Bramki w reprezentacji
| LP | Data            | Miejsce                   | Przeciwnik | Bramka | Rezultat | Ranga meczu     |
| -- | --------------- | ------------------------- | ---------- | ------ | -------- | --------------- |
| 1. | 19 czerwca 1927 | Stadionul ONEF, Bukareszt | Rumunia    | 3:3    | 3:3      | Mecz towarzyski |

## Sukcesy
Wisła Kraków
- mistrzostwo Polski: 1927